# Cromosoma 12

Cromátida del cromosoma 12.

El cromosoma 12 es uno de los 23 pares de cromosomas del cariotipo humano. La población posee, en condiciones normales, dos copias de este cromosoma, uno heredado de la madre y uno del padre durante la reproducción sexual. La identificación de genes en cada uno de los cromosomas es obtenida por medio de diferentes métodos, lo que da lugar a pequeñas variaciones en el número de genes estimados en cada cromosoma, según el método utilizado. Se estima que el cromosoma 12 posee alrededor de 133 millones de pares de bases, que representan entre el 5 y el 8% del ADN total de la célula.

## Genes

### Número de genes
Identificar los genes en cada cromosoma es un área de investigación activa. Debido a que investigadores usan métodos distintos para pronosticar el número de genes en cada cromosoma varía el número de genes estimados. El cromosoma 12 alberga una cantidad estimada de entre 1200 y 1600 genes, y asimismo el cluster de genes Homeobox C. 
| Base de datos | Genes codificantes de proteínas | ADN no codificante | Pseudogenes | Fecha      | Ref.               |
| ------------- | ------------------------------- | ------------------ | ----------- | ---------- | ------------------ |
| CCDS          | 991                             | --                 | --          | 26/10/2022 | [ 2 ]              |
| HGNC          | 1 000                           | 446                | 584         | 11/04/2025 | [ 5 ]              |
| Ensembl       | 1 039                           | 1 380              | 655         | 13/05/2024 | [ 6 ]              |
| UniProt       | 1 034                           | --                 | --          | 05/02/2025 | [ 7 ]              |
| NCBI          | 1 023                           | 900                | 722         | 23/08/2024 | [ 8 ] [ 9 ] [ 10 ] |

Algunos de estos genes son:
- ACVRL1: receptor de activina A tipo II-like 1
- CBX5: cromobox homólogo 5
- COLA1: colágeno, tipo I (osteoartritis primaria, displasia espondiloepifisarial congénita)
- HPD: 4-hidroiyfenilpiruvato dioxigenasa
- LRRK2: quinasa 2 de repetición rica en leucina
- MMAB: aciduria metilmalónica (deficiencia de cobalamina) tipo cblB
- MYO1A: miosina IA
- NANOG: gen homeodominio tipo NK-2
- PPP1R12A: proteín fosfatasa 1, subunidad reguladora (inhibitora) 12A
- PTPN11: proteín tirosín fosfatasa, tipo no receptor 11 (síndrome de Noonan 1)
- VDR: receptor de la vitamina D, (raquitismo).

### Brazo corto (p)
- LAG-3 : gen 3 de activación del linfocito (Lymphocyte-activation gene 3) 12p13

### Brazo largo (q)
- LYZ : Lisozima (12q15)
- PAH  Fenilalanina hidroxilasa. (q22-24.2)

## Enfermedades y desórdenes
Los siguientes trastornos están relacionados con genes situados en el cromosoma 12:
- Acidemia metilmalónica
- Alzheimer 1
- Colagenopatía, tipos II y XI
- Deficiencia de triosa-fosfato isomerasa
- Displasia espondiloepifisaria congénita
- Displasia de Kniest
- Enfermedad de Rendu-Osler-Weber
- Enfermedad de Pagirkinson
- Enfermedad de Von Willebrand
- Fenilcetonuria
- Fundus albipunctatus
- Hipocondrogénesis
- tabaquismo
- Síndrome de Nnan
- Síndrome de Pallister-Killian
- Síndrome de Stickler
- Síndrome de Papillon-Lefèvre
- Sordera
- Tirosinemia
- Diabetes MODY tipo 3